# Dirka po Franciji 1994
| Mesto | Ime              | Država   | Čas |              |
| ----- | ---------------- | -------- | --- | ------------ |
| 1     | Miguel Induráin  | Španija  |     | 103h 38' 38" |
| 2     | Piotr Ugrumov    | Latvija  |     | 5' 39"       |
| 3     | Marco Pantani    | Italija  |     | 7' 19"       |
| 4     | Luc Leblanc      | Francija |     | 10' 03"      |
| 5     | Richard Virenque | Francija |     | 10' 10"      |

Dirka po Franciji 1994 je bila 81. dirka po Franciji, ki je potekala leta 1994.

## Pregled
| Kategorije                          | Podatki       |
| ----------------------------------- | ------------- |
| Začetek-konec                       | Lille - Pariz |
| Dolžina (km)                        | 3.978         |
| Število etap                        | 21            |
| Povprečna hitrost zmagovalca (km/h) | 38,383        |
| Kolesarjev                          | 189           |
| Tekmo končalo                       | 117           |